# Castello di Scala Maior
Il castello di Scala Maior, chiamato anche castrum Scala Maior o castello dell'Infratta, è un castello in rovina ubicato a Scala.

## Storia e descrizione
Poche testimonianze storiche riguardano il castello: viene citato in un rapporto del 1131 durante l'assedio di Ruggero II di Sicilia.
Posto su un pianoro in località Punta Castello, il castello è realizzato in opera incerta, con l'utilizzo di malta e pietra calcarea. Della struttura restano visibili alcuni tratti di muratura del lato meridionale, in particolare il muro di cinta, torri e un bastione a pianta pentagonale, in stile bizantino. Secondo la tradizione un muro dotato di cento torri univa il castello a quello di Scalella.